# Partitivus
Partitivus, partytyw, cząstkownik - przypadek występujący w niektórych grupach językowych (np. w języku fińskim). Oznacza on niepoliczalną ilość desygnatu bądź występuje z liczebnikami, wskazując, że podmiot jest częścią pewnej całości. 
W języku polskim odpowiednikiem tego przypadku jest genetivus partitivus, wskazujący na nieoznaczoną ilość desygnatu w dopełnieniu, np. w momencie, gdy na stole stoi szklanka wody i powiemy naszemu rozmówcy Wypij wodę (woda w bierniku), mamy na myśli, żeby wypił całą wodę, jaka znajduje się w szklance; jeśli jednak użyjemy genetivus partitivus i powiemy Wypij (trochę) wody, mamy na myśli, żeby wypił tylko trochę.

## Język fiński
Partitivus jest jednym z najważniejszych przypadków. Tworzy się go za pomocą sufiksu -a/-ä-: maito - maitoa, tyttö - tyttöä lub -ta/-tä-: avain - avainta, tie - tietä. Oznacza pewną liczbę desygnatu,  np. yksi kissa (mianownik) - kaksi kissaa (partitivus). Może pełnić rolę podmiotu jak też dopełnienia.

## Język rosyjski
W języku rosyjskim w przypadku, kiedy dopełniacz odnosi się do przedmiotu, który stanowi tylko część całości, tradycyjnie używa się końcówki na -у (выпить квасу, 'wypitь kwasu' - ma się na myśli, że nie cały kwas (chlebowy) został wypity), choć według norm językowych dopełniacz w języku rosyjskim ma końcówkę na -a (нет кваса, 'niet kwasa').